# Степанов, Александр Николаевич (художник)
Алекса́ндр Никола́евич Степа́нов (1860 или 1861, Санкт-Петербург — 1911, там же) — русский глухонемой художник — художник-пейзажист, жанрист, анималист, акварелист.

## Биография
Александр Николаевич Степанов родился в дворянской семье в Санкт-Петербурге в 1860 году. Отец — Николай Петрович Степанов  (1822—1874). Мать —  Наталья Христофоровна Степанова (ур. Книпер; 27.09.1831 — 29.09.1911), дочь статского советника Х. Х. Книпера.
С детства он был глухонемым и учился в школе для глухонемых, которую основал Иван Карлович Арнольд. Впоследствии он поступил в Императорскую Академию художеств, которую с успехом окончил в 1891 году, освоив весь курс наук.
Звание классного художника Александр Николаевич получил за картину «Господь Иисус Христос благословляет детей». Тогда же им была написана Икона Трёх Радостей (Мадонна в креслах — по сюжету Рафаэля). Место нахождения этих произведений нам неизвестно.
Две картины, написанные А. Н. Степановым в 1889 или в 1890 году, находятся в Третьяковской галерее (сведения 1930-х годов). Обе эти картины написаны в селе Горяиновке Самарской губернии (ныне Саратовской области), где дядюшка Александра Николаевича ─ Иван Христофорович Книпер ─ служил управляющим у помещика Горяинова Василия Николаевича ─ дворянина, Почётного гражданина города Ярославля.
На одной из них, которую автор назвал «Утро в усадьбе», изображены Параскева Максимовна Книпер (ур. Милёшкина) с девочкой ─ её дочерью — Александрой Ивановнной Книпер (тётушка художника и его двоюродная сестра).
На другой картине, которая, возможно, называется «На скотном дворе», изображён Иван Христофорович Книпер, наблюдающим за дойкой коров. Эта картина была воспроизведена в журнале «Нива».
Работы А. Н. Степанова, акварелиста и рисовальщика были широко известны в стране, их охотно приобретали коллекционеры и любители изобразительного искусства. В наше время произведения Степанова можно встретить в музеях и галереях многих региональных центров России.
Так в фондах Государственного Русского музея в Санкт-Петербурге находится этюд его работы «Куры» (1908). Туда же Всеволод Николаевич Арнольд, двоюродный племянник А. Н. Степанова, передал из своего архива и портрет матери художника Натальи Христофоровны Степановой (ур. Книпер), исполненный углём (1896).
В Севастопольском художественном музее им. М. П. Крошицкого экспонируется его работа «Коровы на водопое» (1908, 68х80, холст, масло), а в Одесском художественном музее — картина «На мосту» (1907).

## Галерея
- «Удачный выстрел». Репродукция на дореволюционной открытке.
- Перевозка хвороста
- Пейзаж с телятами, 1904
- Коровы на водопое, 1908